# HMCS Lachute (K440)
HMCS Lachute (K440) je bila korveta izboljšanega razreda Flower, ki je med drugo svetovno vojno plula pod zastavo Kraljeve kanadske vojne mornarice.

## Zgodovina
Leta 1947 so ladjo prodali v Dominikansko republiko, kjer so jo preimenovali v Cristobal Colon. Ladja je bila uničena 30. avgusta 1979 med hurikanom David.